# Andy LaRocque
Anders Lars-Erik Allhage poznatiji kao Andy LaRocque (Göteborg, Švedska, 29. studenoga 1962.) je švedski heavy metal gitarist, skladatelj i producent, najpoznatiji kao gitarist sastava King Diamond.

## Životopis
LaRocque je počeo glazbenu karijeru 1985. u švedskoj hard rock skupini Swedish Beauty koji promijenio ime u Swedish Erotica. Iste godine pridružio se sastavu King Diamond gdje svira do danas. U King Diamondu jedini je član izvorne postave. Jedan je od glavnih pisaca pjesama.
Osim Kinga Diamonda, LaRocque se pojavio kao glazbenik gost na albumima drugih sastava. Svirao je solo na gitari na pjesmi "Cold" iz albuma Slaughter of the Soul sastava At the Gates i solo na pjesmi "Devil's Path" iz albuma World Misanthropy Dimmu Borgira. Pojavio se na albumu Individual Thought Patterns sastava Death, ali nikada nije bio član sastava.
LaRocque je vlasnik glazbenog studija Los Angered Recordings koji je osnovao 1995. u Angeredu u Švedskoj gdje su mnoge skupine snimile svoje albume. Studio je promijenio ime u "Sonic Train Studios" i preselio se u Varberg. Također je i glazbeni producent. Surađivao je sa sastavima kao što su At the Gates, Lord Belial, Sacramentum i Shining.

## Stil i uzori
Stil sviranja gitare LaRocquea je pod utjecajem neoklasičnog metala. Uzorima smatra Michaela Schenkera, Randyja Rhoadsa, Stevea Vaia i Ronnieja Le Tekra.
Njegov najbolji album Kinga Diamonda je Abigail.

## Diskografija
King Diamond
- Fatal Portrait (1986.)
- Abigail (1987.)
- "Them" (1988.)
- Conspiracy (1989.)
- The Eye (1990.)
- In Concert 1987: Abigail (1990.)
- A Dangerous Meeting (1992.)
- The Spider's Lullabye (1995.)
- The Graveyard (1996.)
- Voodoo (1998.)
- House of God (2000.)
- Abigail II: The Revenge (2002.)
- The Puppet Master (2003.)
- Give Me Your Soul... Please (2007.)

Kao glazbenik gost
- Death – Individual Thought Patterns (1993.)
- At the Gates – Slaughter of the Soul (1995.)
- Dimmu Borgir – World Misanthropy (2002.)
- At the Gates – To Drink from the Night Itself (2018.)
- At the Gates – The Nightmare of Being (2021.)
- Evergrey – The Dark Discovery (1998.)
- Einherjer – Norwegian Native Art (2000), guitar solo on "Doomfaring"
- Falconer – Chapters from a Vale Forlorn (2002.)
- Falconer – The Sceptre of Deception (2003.)
- Falconer – Grime vs. Grandeur (2005.)
- Yyrkoon – Unhealthy Opera (2006.)
- Melechesh – Sphynx (2004.)
- Witchery – Witchkrieg (2010.)
- Darzamat – Solfernus' Path (2010.)
- Snowy Shaw – Snowy Shaw is Alive! (2011.)
- Shining – Redefining Darkness (2012.)
- Sandalinas – Living on the Edge (2005.)
- Sandalinas – Fly to the Sun (2008.)
- Sandalinas – Power to the People, the Raw E.P (2013.)
- Hell:on – The Hunt (2013.)
- Ravenoir – The Darkest Flame Of Eternal Blasphemy (2020.)